# Portugiesische Badmintonmeisterschaft 1969
Die Portugiesische Badmintonmeisterschaft 1969 fand Ende April 1969 in Lissabon statt. Es war die 12. Austragung der nationalen Titelkämpfe in Portugal.

## Austragungsort
- Escola Nuno Gonçalves

## Finalergebnisse
| Disziplin    | Sieger                       | Finalist                            | Ergebnis         |
| ------------ | ---------------------------- | ----------------------------------- | ---------------- |
| Herreneinzel | José Bento                   | José Novais                         | 15-5, 18-14      |
| Dameneinzel  | Peggy Brixhe                 | Isabel Rocha                        | 6-11, 11-2, 11-3 |
| Herrendoppel | Alegre dos Santos Monge Dias | Manuel Guimarães Guilherme Trindade | 15-6, 15-3       |
| Mixed        | José Azevedo Isabel Rocha    | Pinto Alves Peggy Brixhe            | 15-9, 15-7       |